# Cyanagapanthia aurecens
Cyanagapanthia aurecens är en skalbaggsart som beskrevs av Wang och Zheng 2002. Cyanagapanthia aurecens ingår i släktet Cyanagapanthia och familjen långhorningar. Inga underarter finns listade i Catalogue of Life.